# Ciampa stenoptila
Ciampa stenoptila är en fjärilsart som beskrevs av Turner 1947. Ciampa stenoptila ingår i släktet Ciampa och familjen mätare. Inga underarter finns listade i Catalogue of Life.